# Cabinet noir
Cabinet noir [kabinɛ nwar], franska för "svarta kabinettet", var i äldre tid en populär benämning på kontor inom vissa stater där brev inlämnade till postbefordran öppnades och undersöktes i politiskt syfte, om de var adresserade till vissa av regimen misstänkta personer. Detta kunde innebära att brevcensur utövades, men också att breven lästes i underrättelsesyfte innan de vidarebefordrades.